# Chas Chandler
Chas Chandler (* jako Bryan James Chandler; 18. prosince 1938 — 17. července 1996) byl anglický hudební producent a hudebník. Byl zakládajícím členem skupiny The Animals, se kterou hrál v letech 1962-1966, 1975-1977 a 1983-1984. Po odchodu od Animals se stal manažerem Jimiho Hendrixe a produkoval jeho dvě první alba Are You Experienced a Axis: Bold as Love. Byl také manažer glam rockové skupiny Slade.